# Каламария
Каламария (на гръцки: Καλαμαριά, Каламаря̀) е предградие на град Солун, Гърция, намиращо се на 5 km югоизточно от центъра на града. Населението му е 87 312, според преброяването от 2001 година. Каламария е самостоятелен дем в област Централна Македония. Градът е център и на Неакринийската и Каламарийска епархия на Гръцката православна църква.
През XIX век кварталът е средоточие на българите в Солун, наричан е Каламарийски или Гелемерийски квартал.

## География
Каламария е разположен на нос Малък Карабурун на Солунския залив, който обгражда града с 6,5 km красива плажна ивица.

## История
Районът около града е населяван от хора още в праисторически времена. В близост са открити древно селище и множество находки.
Името Каламария се използва за първи път през 1083 година, за означаване на областта югоизточно от Солун. По време на византийския и османския период местността е слабо населявана.
На 9 април 1797 година „Българинът Васил Столи от (с.) Света Параскева, Келимерия, като прие исляма, бе наречен Хюсеин“.
В края на XVIII и началото на XIX век в Солун бягат много българи („кервани от наши сънародници“) от Дебърско, Охридско, Костурско и други места, подгонени от размириците по времето на Али паша Янински, Джелядин бей, гръцкото въстание от 1821 година, дори и след руско-турския мир (1829). Пришълците образуват два български квартала: Вардарски (в западната част на Солун) и Каламарийски/Гелемерийски (в източната част) с енориите Св. Атанасий, Панагуда, Панагея-Декса и Ипапанти.
Към XIX век районът е обитаван от българи, като същевременно е имало и българска църква на име „Св. Кирил и Методий“. Стефан Салгънджиев, пристигнал в Солун в 1868 година, описва впечатленията си от квартала Каламария така: 
| „ | <...> изгледъ на чистъ български кварталъ, прѣзъ който когато прьвъ пѫть минахъ, именно прѣзъ главната улица, която го дѣлѣше на двѣ половини, стори ми се че се намѣрвамъ въ нѣкой чисто български градъ. Отъ самата улица, отъ дюкенитѣ, кафенетата и магазиитѣ на двѣтѣ ѝ страни, до слуха ми достигаше само българския говоръ по нарѣчието на Дебърчанина — Бръсякъ. Освѣнь това въ тоя кварталъ азъ заварихъ и оставихъ правитѣ и обичаитѣ въ пълната имъ битность прѣнесена отъ Дебърско. | “ |

Съвременният град е основан през 20-те години на XX век, за да приюти гръцките бежанци от Грузия и Мала Азия, които бягали или бивали насила изселвани от родните си места по време на гръцко-турската война от 1922 година. Приблизително около 100 000 души са настанени в покрайнините на Солун.
От създаването си градът не престава да отбелязва значителен растеж в населението си, като в периода от 1981 до 2001 той нараства с 36 000 души или 69% спрямо това от 1981 година. До 1943 година Каламария е част от дем Солун, след което се преобразува в самостоятелна административна единица с площ от 7200 акра.
Природата на Каламария и отличното градоустройство привличат непрекъснато нови заселници. Стандартът на живот в града е висок в сравнение с останалите гръцки градове. Туристическата дейност в средището е добре развита.

## Побратимени градове
- Димитровград, България
- Клиъруотър (Флорида), САЩ
- Липтовски Микулаш, Словакия
- Пафос, Кипър
- Саранда, Албания